# Bleun-Brug
Le Bleun-Brug (Fleur de bruyère) est une association créée en 1905 par l’abbé Perrot, qui défendait la langue et les traditions bretonnes.
Après la guerre, l’association marque un tournant en prenant en compte les données économiques et sociales du pays breton. De jeunes militants, issus de la vague 1968, vont laïciser l’association, supprimer tout caractère nationaliste et religieux au profit d’un travail portant sur le développement de la Bretagne. Le Bleun-Brug se distingue alors par son action culturelle et ses festivals où se produisent des artistes comme Alan Stivell, Youenn Gwernig, Xavier Grall, Glenmor, Georges Perros, Pierre-Jakez Hélias, Gérard Auffret.
Le Bleun-Brug est également le nom d'une revue en langue bretonne qui succéda à la revue Feiz ha Breiz, puis à la revue Kroaz Breiz, après le décès de l'abbé Perrot.
Les Cahiers du Bleun-Brug sont une revue trimestrielle publiée de 1957 à 1959 par le chanoine François Falc'hun, alors aumônier général du mouvement. Une revue trimestrielle de réflexion doctrinale reprendra à partir de janvier 1971 ce même nom de Cahiers du Bleun-Brug à la suite d'une prise de pouvoir de la génération montante dans l'association Bleun-Brug.

## L'association
Il s'agit d'un mouvement d'action catholique bretonnant, qui, si certains de ses membres sont nationalistes bretons, reste statutairement exclusivement dans le domaine culturel et un mouvement d'Église, d'où quelques reprises en main par l'évêque de Quimper et Léon ou son vicaire général Joncour.

### Création

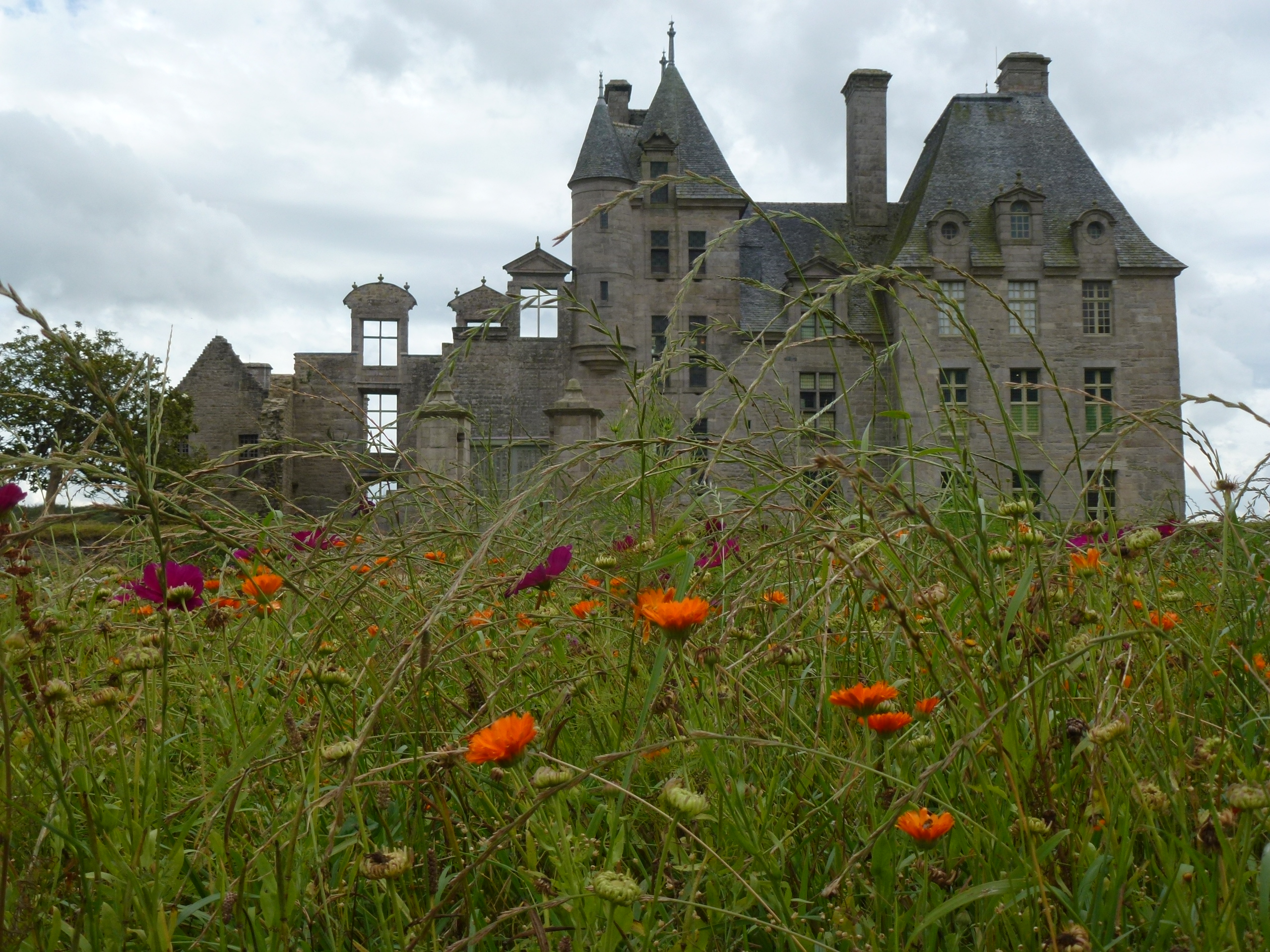
Le château de Kerjean à Saint-Vougay (Finistère).

Le Bleun-Brug (« fleur de bruyère ») a été créé en 1905 par l'abbé Perrot. L'origine du nom remonte au Congrès de l'Union régionaliste bretonne en 1905 au château de Kerjean, la fleur de bruyère symbolisant la ténacité bretonne. L'association répondait à la devise : « Breton et Foi sont frère et sœur en Bretagne » (Ar Brezhoneg hag ar Feiz a zo breur ha c'hoar e Breiz). C'est un combat pour défendre la foi, la langue et les traditions bretonnes qui commence. L'association s'exprime à travers une fête annuelle où le théâtre breton, le chant et les conférences sont au programme.
Alors vicaire de Saint-Vougay (Sant Nouga), Jean-Marie Perrot commença ce mouvement par des pièces de théâtre au château de Kerjean en 1905. Parallèlement, il prit la direction de la revue Feiz ha Breiz jusqu'alors dirigée par le recteur de Saint-Vougay, l'abbé Cardinal.
De 1905 à 1943, année de son assassinat par la résistance (12 décembre 1943), l'abbé Perrot anima ce mouvement en organisant chaque année (sauf une parenthèse de 1914 à 1918) les Gouelioù ar Bleun Brug (fêtes annuelles estivales du Bleun-Brug, mêlant divertissements et études, auxquelles participent de nombreux Bretons) ; après une interruption pendant la Première Guerre mondiale, le mouvement renaît en 1920 et rayonne sur toute la Basse Bretagne, collaborant notamment avec Ar Falz et Emgleo Breiz.

### Avant guerre

Drapeau historique de la Bretagne (variante de l'association Bleun-Brug).

La fondation du Bleun-Brug, qui fut principalement dirigé par l'abbé Perrot pendant une quarantaine d'années, avait pour but de maintenir les traditions bretonnes et l'usage de la langue bretonne dans les populations rurales de Basse-Bretagne. Il s'agissait là d'un véritable mouvement d'action catholique, dépendant de l'évêque de Quimper. Les statuts de cette association établis en 1912 furent remaniés en 1925, pour définir les deux objectifs de l'association :
- promouvoir l'idéal breton dans le triple domaine intellectuel, politique et économique,
- contribuer, en tant que catholique, à rendre à la Bretagne le plein exercice de sa foi traditionnelle.

En 1938, le président de cette association est Raymond Delaporte. Breuriez ar Brezhoneg er Skoliou (la Fraternité du breton à l'école) est une association complémentaire du Bleun-Brug.

### Pendant la Seconde Guerre mondiale
Les 29 et 30 août 1942, une grande fête du Bleun-Brug est organisée à Tréguier, à l'occasion du cinquième centenaire de la mort du duc Jean V de Bretagne, dont le règne fut présenté comme l'apogée de la prospérité bretonne. Cette fête eût une tonalité nettement pro-vichyssoise.
Le recteur de Scrignac, l'abbé Jean-Marie Perrot, fut abattu par un militant du parti communiste français le 12 décembre 1943 ; fondateur et principal animateur du Bleun-Brug, il attira l'attention de la résistance par sa proximité avec les troupes d'occupation et certains nationalistes bretons (notamment des membres de Breiz Atao).

### Après guerre

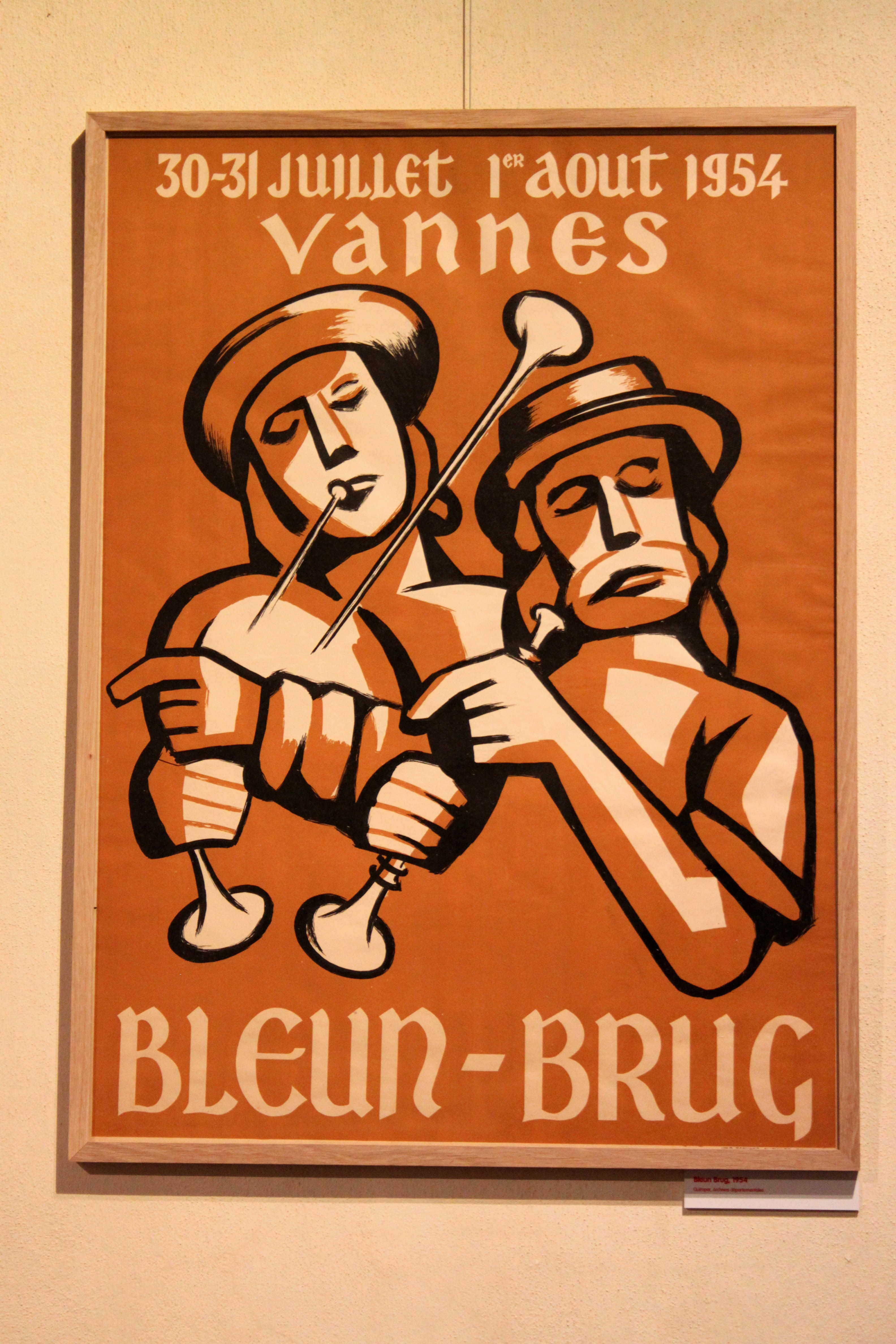
Affiche du fest-noz organisé lors de la fête du Bleun-Brug de 1954 à Vannes.

À nouveau interrompu pendant la Seconde Guerre mondiale, le mouvement renaît en 1948, relancé par le docteur Yann-Hervé Libéral, soutenu par Hervé Budes de Guébriant, et aidé par Herri Caouissin et Yann Le Minor, sous la direction de l'abbé Vincent Favé, aumônier de la JAC. Lors du discours d'ouverture, à Saint-Pol-de-Léon, de Guébriand veut réhabiliter son vieil ami Jean-Marie Perrot. Le congrès suivant à Locronan est placé sous le signe du Barzaz-Breiz ; il annonça la résurrection de l'abbaye de Landévennec, foyer de chrétienté celtique, projet pour lequel l'abbé Perrot avait tant lutté. Au cours des cérémonies de Saint-Pol-de-Léon, qui réunissent des milliers de personnes les 4, 5 et 6 août 1950, le retour des moines à Landévennec est annoncé. L'apogée du Bleun-Brug est le congrès de 1955 à Landivisiau qui réunit 60 000 participants.
Le Bleun-Brug entre en période de crise, après le décès du docteur Libéral. L'héritage de l'abbé Perrot et des pressions multiples (évêché, presse, …) font changer l'équipe dirigeante. Il sera successivement présidé par Gab ar Moal, et l'Amiral Max Henri Jacques Douguet (1903-1989), assisté du frère Visant Seité, secrétaire général, de Bernard de Parades, directeur artistique, qui lance les grands jeux scéniques de plein air. Le chanoine Mévellec succédera en 1959 comme aumônier général au chanoine Falc'hun, qui avait lui-même remplacé en 1956 le chanoine Favé. L'organisation poursuivra son action pour la « restauration chrétienne de la Bretagne avec ses richesses culturelles, artistiques, folkloriques et spirituelles, sous le signe de la Croix celtique » : congrès, cours de breton, concours scolaires et choraux, journées d'amitié, université d'été abordant les problèmes d'enseignement du breton et de l'histoire, et de l'actualité bretonne.
Le mouvement se laïcise progressivement, mais décline rapidement : sa dernière fête est organisée en 1979 à Plougastel-Daoulas.

## Les revues
La revue Feiz ha Breiz, qui avait existé de 1865 à 1884, fut relancée en 1899 par Bleun-Brug créé en 1905, et en vint à faire, peu à peu, office d'organe de l'association.

### La revueBleun-Brug
Une revue en langue bretonne nommée Bleun-Brug, succéda à la revue Feiz ha Breiz, puis à la revue Kroaz Breiz, après-guerre, comme revue d'étude bilingue, dirigée par l'abbé Laurent Bleunven jusqu'en 1960, puis par le chanoine François Mévellec jusqu'au milieu des années 1980.
La revue Bleun-Brug paraît sous forme bilingue breton-français. Elle utilise l'orthographe du breton dite « universitaire » créée en 1954 par le chanoine François Falc'hun, et sera membre de l'association Emgleo Breiz créée en 1955.
Elle regroupe la tendance régionaliste et rayonne sur le département du Finistère. Son analogue en Pays vannetais paraît en breton vannetais sous le nom de Bro-Guened qui remplace Dihunamb de Loeiz Herrieu.
En 1975, le chanoine Mévellec fut mis en minorité par la génération montante qui prit le contrôle de l'association. Le chanoine Mevellec, malgré son âge avancé, modifia le titre de la revue, désormais dénommée Bleun-Brug war Feiz ha Breiz (en référence à la revue illustre Feiz ha Breiz), sorte de Bleun-Brug canal historique, pour continuer à défendre l'orientation traditionnelle du mouvement. Elle cesse de paraître en 1985.

### La revueCahiers du Bleun-Brug
De 1957 à 1959, le chanoine François Falc'hun, alors aumônier général du mouvement, fit paraître sous le titre des Cahiers du Bleun-Brug une revue trimestrielle de réflexion doctrinale, en complément de la revue Bleun-Brug. Elle disparue lorsque le chanoine Mévellec succéda au chanoine Falc’hun comme aumônier général du Bleun-Brug.
Le nom de Cahiers du Bleun-Brug fut repris en 1970 par la génération montante de l'association Bleun-Brug, issue de 1968, pour en faire « le véhicule trimestriel de nos réflexions sur les différents aspects de l'actualité politique, économique et culturelle en Bretagne ». À partir du no 11-12, ces nouveaux Cahiers du Bleun-Brug portèrent en sous-titre Bretagne aujourd’hui, avant de prendre à partir du no 16 le nom de « Bretagne aujourd’hui. Cahiers du Bleun-Brug ». Les principaux acteurs des Cahiers du Bleun-Brug sont, Job an Irien, Jean-Pierre-Thomin, [Gérard Pigeon) (Pierre Tanguy) [Yvon Tanguy].
La revue ne dura pas et interrompit sa publication en 1977 avec son no 27.
En 1985, il ne restait plus rien du Bleun-Brug si ce n'est une existence légale à la préfecture (président : Charlez An Dréau), afin d'éviter le danger de reprise de ce nom symbolique par d'autres acteurs de la scène bretonne.
En effet, directement issus de la vague 68, ces jeunes Bleun-Brugers vont laïciser l'association et lui enlever tout caractère nationaliste et religieux, trahissant dans l'esprit de beaucoup, notamment les membres de l'association Unvaniezh Koad Kev, l'esprit même du Bleun-Brug et de son fondateur, l'abbé Perrot.
Ces Cahiers du Bleun-Brug débouchèrent néanmoins sur une expérience spirituelle en langue bretonne, Minihi Levenez, en 1984.